# Euphorbia conspicua
Euphorbia conspicua es una especie fanerógama perteneciente a la familia Euphorbiaceae. Es endémica de Angola .

## Descripción
Suculenta, como árbol espinoso, con un tamaño de 5-15 m de altura y con un diámetro de tronco de 0,75 m;  muy variable, con un solo tronco, erecto o más a menudo con un número de sucursales con troncos o verticilos dispuestos al azar, a menudo libremente ramificada  hacia la base.

## Ecología
Se encuentra en las zonas costeras cerca de 3 km hacia el interior (entre Ambriz y Benguela, especialmente alrededor de Luanda), en lugar seco y montañoso, cerca del mar y en lugares rocosos; constitutivos de densos bosques, a veces solitaria, y en campos marítimos.
Está relacionada  con Euphorbia lividiflora.

## Taxonomía
Euphorbia conspicua fue descrita por Nicholas Edward Brown y publicado en Flora of Tropical Africa 6(1): 600. 1912.
Etimología
Euphorbia: nombre genérico que deriva del médico griego del rey Juba II de Mauritania (52 a 50 a. C. - 23), Euphorbus, en su honor – o en alusión a su gran vientre –  ya que usaba médicamente Euphorbia resinifera. En 1753 Carlos Linneo asignó el nombre a todo el género.
conspicua: epíteto latino que significa "que atrae la atención".
Sinonimia
- Euphorbia candelabrum Welw. ex Hiern[6]